# César Valdés
César Luis Valdés López (San Juan y Martínez, 26 aprile 1942) è un ex cestista cubano.

## Carriera
Con Cuba ha partecipato alle Olimpiadi del 1968, disputando 7 partite e segnando 31 punti.